# ولی هیل (میسیسیپی)
ولی هیل، میسیسیپی (به انگلیسی: Valley Hill, Mississippi) یک منطقهٔ مسکونی در ایالات متحده آمریکا است که در شهرستان کارول، میسیسیپی واقع شده‌است.

## خصوصیات
ولی هیل ۹۲٫۰۵ متر بالاتر از سطح دریا واقع شده‌است.